# Únos Michala Kováče mladšího
Tzv. únos Michala Kováče ml. byl kauzou, ve které byl syn prvního slovenského prezidenta Michala Kováče násilně zavlečen do rakouského Hainburgu. Událost se odehrála 31. srpna 1995. Z provedené akce byla podezřelá Slovenská informační služba pod vedením Ivana Lexy, která údajně jednala na přímý rozkaz tehdejšího slovenského premiéra Vladimíra Mečiara. Pravděpodobným cílem únosu bylo donutit prezidenta Kováče, silného odpůrce Mečiara, k rezignaci. V souvislosti s kauzou došlo i k několika vraždám (např. Róberta Remiáša); žádný z těchto případů však nebyl nikdy objasněn. Soudní přelíčení a veškerá policejní stíhání byla roku 1998 zastavena Mečiarovou rozsáhlou amnestií (Mečiar byl totiž mezi lety 1998 až 1999 de facto prezidentem i premiérem zároveň, protože po vypršení Kováčova mandátu nedošlo ke zvolení prezidenta; prezidentské pravomoci připadly premiérovi).

## Únos
Podle policejního vyšetřování důstojník SIS Ján Takáč 31. srpna 1995 odpoledne cestoval do Hainburgu. Telefonicky (a anonymně) oznámil rakouské policii, že se před hainburskou policejní stanicí v zaparkovaném Mercedesu nachází člověk, na kterého je vydán mezinárodní zatykač. Šlo o uneseného, zbitého a do bezvědomí opilého Michala Kováče mladšího.
Důsledkem únosu mělo být zřejmě odstoupení prezidenta Michala Kováče z funkce, což mohlo být snahou tehdejší vlády kvůli neustálým konfliktům mezi ní a prezidentem. Prezident však ve funkci zůstal až do konce funkčního období. Do ukončení funkčního období prezidenta Kováče se nepodařilo zvolit nového prezidenta, proto po 3. březnu 1998 převzala část jeho kompetencí vláda a její předseda. Hned první den premiér Vladimír Mečiar využil získané prezidentské pravomoci a udělil amnestii pro pachatele únosu. Dne 7. července 1998 vyhlásil Mečiar ještě jednu amnestii na stejné skutky.

## Dohra
Tyto amnestie v kombinaci s několika výměnami vyšetřovatelů způsobily, že kauza nebyla nikdy zcela vyšetřena a právně dotažena do konce. 20. prosince 2002 Nejvyšší soud SR zamítl stížnost Generální prokuratury proti zastavení vyšetřování. Odvolání proti tomuto rozhodnutí není možné.
V Národní radě Slovenské republiky proběhlo od roku 2002 několik hlasování o zrušení tzv. Mečiarových amnestií, platných od roku 1998. Pro návrh v r. 2012 hlasovalo 78 poslanců koalice vlády Ivety Radičové, potřebných bylo však 90 hlasů.

## Odraz v umění
Událost je zpracována v první knize slovenského spisovatele Dominika Dána Popel všechny zarovná z roku 2005. Kniha nebyla označena jako popis skutečného příběhu. 
Kauza je zachycena také ve filmu Únos Mariany Čengel Solčanské z roku 2017 a dokumentárních snímcích Mečiar od Terezy Nvotové z roku 2017 a Skutok sa stal od Barbory Berezňákové z roku 2019.